# Casearia runssorica
Casearia runssorica är en videväxtart som beskrevs av Ernest Friedrich Gilg. Casearia runssorica ingår i släktet Casearia och familjen videväxter. Inga underarter finns listade i Catalogue of Life.